# Ascensión
Ascensión é um município do estado de Chihuahua, no México.